# 山本夏彦
山本 夏彦（やまもと なつひこ、1915年6月15日 - 2002年10月23日）は、日本の随筆家・編集者。東京市下谷根岸出身。

## 経歴
東京の下谷根岸に生まれる。父・山本三郎（1879-1928）は、坪内逍遥に傾倒し慶応から早稲田に転学し、詩人・山本露葉として児玉花外、山田枯柳らとともに若手の新体詩人として注目されたが、夏彦は三男で小学6年時に、父は50歳で亡くなった。なお祖父は高利貸しの山本義上（1848-1909）で、父の代は資産家であった。
父・露葉の友人であった武林無想庵に連れられ15歳で渡仏。3年後に帰国し、24歳のときにフランス童話『年を歴た鰐の話』の翻訳で文壇デビュー。戦後まもない1950年に工作社を創立、没時まで編集兼発行人、コラムニストとしても活動した。
1951年に市川市に転居してから終生北方・南八幡地区で過ごした。1998年に市川市民文化賞を受賞したのは居住地の縁から。
没時まで『週刊新潮』に「夏彦の写真コラム」を連載していた。月刊誌『諸君!』（文藝春秋）でも「笑わぬでもなし」を没する寸前まで350回余り執筆連載した。
長男山本伊吾は新潮社で、編集者として写真週刊誌『FOCUS』の編集長などを務めた。義兄（姉の夫）にロシア文学者、脚本家の八住利雄。甥に脚本家の白坂依志夫。

## 年譜
- 1915年（大正4年）6月15日 - 詩人・山本露葉の三男として下谷根岸で生まれる。金貸しだった祖父・山本義上の莫大な遺産により裕福な家庭だった。
- 1928年（昭和3年） - 父死去。
- 1929年（昭和4年） - 東京府立第五中学校入学。
- 1930年（昭和5年） - 睡眠薬で自殺未遂し、亡き父の友人であった武林無想庵（当時の夫人は宮田文子）に連れられフランスに渡った。
- 1932年（昭和7年） - スイスの冬山で睡眠薬を飲み、再び自殺未遂
- 1933年（昭和8年） - パリ19区にあった共産党主導の夜間労働大学で学ぶ。フランスから帰国。
- 1939年（昭和14年） - フランスの文人、レオポール・ショヴォの童話『年を歴た鰐の話』を翻訳、『中央公論』春の増刊号に掲載される。
- 1941年（昭和16年） - 『年を歴た鰐の話』が出版される（※没後の2003年に文藝春秋で新版刊行）。
- 1950年（昭和25年） - 建築関係書籍出版の工作社を設立。
- 1955年（昭和30年） - インテリア専門誌『木工界』を創刊し編集長兼発行人となる。1961年（昭和36年）に『木工界』から『室内』に誌名を変更。2006年（平成18年）3月号で休刊[4]するまで約50年にわたって発行された。
- 1959年（昭和34年） - 『木工界』に『日常茶飯事』と題してコラムを連載開始。
- 1962年（昭和37年） - 『日常茶飯事』が出版される。このコラム集によって、山本夏彦は広く知られるようになった。
- 1979年（昭和54年） - 『週刊新潮』に「夏彦の写真コラム」連載開始（初回は「かわいそうな美空ひばり」）
- 1996年（平成8年）12月2日 - 藤岡信勝、西尾幹二らが中心となって「新しい歴史教科書をつくる会」の結成記者会見が開かれる。呼びかけ人は藤岡、西尾、山本および、小林よしのり、坂本多加雄、高橋史朗、深田祐介、阿川佐和子、林真理子の計9人であった[5][6][7]。
- 2002年（平成14年）10月23日 - 胃癌のため死去。87歳没。死の直前まで連載4本を抱えていた。

## 受賞
- 1984年（昭和59年） - 菊池寛賞受賞。
- 1990年（平成2年） - 『無想庵物語』で読売文学賞受賞。
- 1998年（平成10年） - 市川市民文化賞。

## 著作
- 日常茶飯事 工作社 1962 のち中公文庫、新潮文庫
- 茶の間の正義 文藝春秋 1967 のち中公文庫（新版刊）、新版・ワック
- 変痴気論 毎日新聞社 1971 のち中公文庫（新版刊）
- 毒言独語 実業之日本社 1971 のち中公文庫（新版刊）
- 笑わぬでもなし 文藝春秋 1976 のち文春文庫、中公文庫、新版・ワック
- 編集兼発行人 ダイヤモンド社 1976 のち中公文庫（新版刊）
- かいつまんで言う－編集兼発行人 二冊目 ダイヤモンド社 1977.6 のち中公文庫
- 二流の愉しみ 講談社 1978.10 のち文庫、中公文庫
- ダメの人 文藝春秋 1979.3 のち文庫、中公文庫
- つかぬことを言う 平凡社 1980.12 のち中公文庫
- 恋に似たもの 文藝春秋 1981.6 のち文庫、中公文庫
- 冷暖房ナシ 文藝春秋 1984.11 のち文庫
- 「戦前」という時代 文藝春秋 1987.11 のち文庫、新版「戦前まっ暗のうそ」ワック
- 生きている人と死んだ人 文藝春秋 1988.11 のち文庫
- 無想庵物語 文藝春秋 1989.10 のち文庫、中公文庫 2022
- 最後のひと 文藝春秋 1990.10 のち文庫
- 「豆朝日新聞」始末 文藝春秋 1992.3 のち文庫
- 愚図の大いそがし 文藝春秋 1993.4 のち文庫
- 私の岩波物語 文藝春秋 1994.5 のち文庫、文春学藝ライブラリー（文庫）2016
- 世は〆切 文藝春秋 1996.1 のち文庫
- 『室内』40年 文藝春秋 1997.3 のち文庫 - 社員との問答
- 「社交界」たいがい 文藝春秋 1999.2 のち文庫
- 完本 文語文 文藝春秋 2000.5 のち文庫 - 一部再録
- 最後の波の音 文藝春秋 2003.3 のち文庫
- とかくこの世はダメとムダ 講談社 2010.10。単行本未収録コラム

写真コラム
- やぶから棒 夏彦の写真コラム 新潮社 1982.3 のち文庫（各・新編）
- 美しければすべてよし 夏彦の写真コラム 新潮社 1984.1 のち文庫
- おじゃま虫 写真コラム 講談社 1984.4 のち中公文庫。写真・藤塚光政
- 不意のことば 夏彦の写真コラム 新潮社 1985.12
- 世はいかさま 夏彦の写真コラム 新潮社 1987.11
- 良心的 夏彦の写真コラム 新潮社 1991.3 のち文庫
- 世間知らずの高枕 夏彦の写真コラム 新潮社 1992.9 のち文庫
- オーイどこ行くの 夏彦の写真コラム 新潮社 1994.9 のち文庫
- その時がきた 新潮社 1996.7
- 死ぬの大好き 新潮社 1998.6
- 寄せては返す波の音 新潮社 2000.9
- 一寸さきはヤミがいい 新潮社 2003.2。「写真コラム集」最終刊
- 「夏彦の写真コラム 傑作選〈1〉 1979～1991」新潮文庫 2004.3。藤原正彦編
- 「夏彦の写真コラム 傑作選〈2〉 1991～2002」新潮文庫 2004.5。阿川佐和子編
- ひとことで言う 山本夏彦箴言集 新潮社 2003.10。「写真コラム」から

### 共著 ほか
- 夏彦・七平の十八番づくし 私は人生のアルバイト 山本七平共著

サンケイ出版 1983.3、中公文庫 1990、産経新聞出版（復刻版）2009
- 意地悪は死なず 山本七平共著 講談社 1984.8、中公文庫 1991、ワック 2011
- 何用あって月世界へ 山本夏彦名言集 植田康夫選 文春ネスコ 1992.10、文春文庫 2003
- 昭和恋々 あのころ、こんな暮らしがあった 久世光彦共著 清流出版 1998.11、文春文庫 2002
- 誰か「戦前」を知らないか 夏彦迷惑問答 文春新書 1999.10 - 問答シリーズ
- 百年分を一時間で 文春新書 2000.10 - 問答シリーズ
- 男女の仲 文春新書 2003.10 - 問答シリーズ
- 対談集 浮き世のことは笑うよりほかなし 講談社 2009.3

翻訳
- 少年探偵エミイル エリッヒ・ケストナー 耕進社 1934
- 年を歴た鰐の話 レオポール・シヨヴオ 桜井書店 1941。新装復刻・文藝春秋 2003

## 人物
- 1984年秋の時点で私は「商売としての反体制」と題して岩波書店と朝日新聞にそれとなく言及したことがある。資本主義の権化であるマスコミの反体制は商売としての反体制で 、商売として不利になればポルノはやめることができるが反体制はできない。重役はそのつもりでも下っぱは本気になっていると上層部が金目当てでやってた反体制の論調が、以後に入社してきた者の多数は真に受けて反体制している連中なので止めようにもやめられない状況なのだと論じた[8]

## 関連書籍
- 山本伊吾『夏彦の影法師　手帳50冊の置土産』新潮社 2003、新潮文庫 2007
- 小池亮一『魔法使い　山本夏彦の知恵』東洋経済新報社 1999
- 嶋中労『座右の山本夏彦』中公新書ラクレ 2007

## 関連人物
- 安部譲二 - 刑務所内で木工に関する刑務作業に従事していたため、所内で自由に読める専門誌、「室内」を通読し、とりわけ山本のコラムを愛していた。安部にとって、山本はデビューの足がかりを作ってもらうなど、作家デビューの際の恩人であり、師匠でもある。安部の代表作、「塀の中の懲りない面々」は「室内」に連載された、塀の中の体験談がまとめられたものである。
- 石井英夫 - コラムの目標としていた
- 辻まこと - 父の関係で付き合いがあった
- 阿川弘之 - 愛読者
- 藤島泰輔 - 愛読者（ポール・ボネも参照）
- 徳岡孝夫 - 愛読者
- 藤原正彦 - 愛読者で新編本を新潮文庫で出した
- 鴨下信一
- 久世光彦 - 向田邦子
- 幸田文
- 竹田米吉
- 植田康夫
- 夏文彦 - 最初の就職先が「室内」編集部（工作社）
- 寒川猫持 - 最後の弟子